# Deco
Anderson Luís de Souza (São Bernardo do Campo, 27 de agosto de 1977), mais conhecido como Deco, é um ex-futebolista brasileiro naturalizado português que atuava como meio-campista. Atualmente exerce o cargo de diretor esportivo do Barcelona.
Deu seus primeiros passos no futebol brasileiro, atuando pelo Corinthians, mas ganhou destaque no futebol europeu ao defender as camisas de Porto, Barcelona e Chelsea. Ao longo da carreira, conquistou duas edições da Ligas dos Campeões (com o Porto, em 2003–04, e com o Barça, em 2005–06) e uma Copa da UEFA (também com o Porto), além de ter sido eleito o Melhor Jogador da UEFA na temporada 2003–04. Seu último clube foi o Fluminense, e sua aposentadoria foi anunciada em 26 de agosto de 2013.
Naturalizado português, foi convocado pela primeira vez para a Seleção Portuguesa em 2003. Representou o país em duas Copas do Mundo FIFA (2006 e 2010) e em duas edições da Eurocopa (2004 e 2008).

## Carreira

### Corinthians
Nascido em São Bernardo do Campo, Deco mudou-se ainda pequeno para o município de Indaiatuba, interior de São Paulo, onde deu seus primeiros passos atuando nas categorias de base do Guarani. Após se mudar para São Paulo, passou também por Juventus e Nacional, até receber uma chance na base do Corinthians. Promovido ao time principal do clube paulista, Deco realizou sua estreia como profissional em 1996, aos 19 anos, mas teve poucas chances e só atuou em duas partidas.

### CSA e Benfica
Em 1997, retornou ao time Sub-20 e disputou a Copa São Paulo de Futebol Júnior, onde foi destaque da equipe que ficou com o vice-campeonato. Mesmo com o bom futebol apresentado após a Copinha, Deco continuou sofrendo com a concorrência no meio-campo do Corinthians, que contava com nomes como Neto, Marcelinho Carioca e Freddy Rincón. Com isso, o jogador foi emprestado CSA e mostrou seu cartão de visitas fazendo parte do time que conquistou o Campeonato Alagoano. Suas boas atuações chamaram a atenção de Toni, então olheiro do Benfica, que recomendou sua contratação ao clube português. Em junho do mesmo ano, o Benfica adquiriu seus direitos federativos junto ao CSA e o emprestou ao Alverca, equipe satélite do clube, junto com o também brasileiro Caju.

### Alverca e Salgueiros
Na temporada 1997–98, Deco destacou-se ao marcar 13 gols em 32 partidas, contribuindo para o acesso do Alverca à Primeira Liga. Retornou ao Benfica em julho de 1998, mas foi negociado pouco tempo depois com o Salgueiros, em uma troca que envolveu a chegada de Nandinho ao clube lisboeta.
No Salgueiros, Deco enfrentou uma série de lesões que limitaram suas atuações. Ainda assim, em março de 1999 foi contratado pelo Porto, em uma transferência que marcaria sua ascensão no futebol europeu. Posteriormente, sua saída do Benfica e o sucesso obtido no Porto foram considerados por figuras como António Simões um "erro histórico" por parte do clube. Toni, por sua vez, declarou ver em Deco o sucessor ideal de Rui Costa, que estava no futebol italiano.

### Porto
Deco viria a brilhar no Porto, onde ajudou o clube português a conquistar três Campeonatos Nacionais, uma Copa da UEFA, uma Liga dos Campeões, três Taças de Portugal e ainda três Supertaças Cândido de Oliveira. Ficou conhecido com o apelido de "Mágico", pelas suas jogadas geniais atuando tanto pelos Dragões como pela Seleção Portuguesa.
No Porto, os torcedores (ou adeptos) portistas homenageavam-no com uma música:
| “ | "É o número 10... Finta com os dois pés... É melhor que o Pelé... É o Deco, Allez Allez!" | ” |

Na sua última temporada a serviço do Porto, Deco foi considerado pela UEFA como o melhor jogador da Europa.

### Barcelona

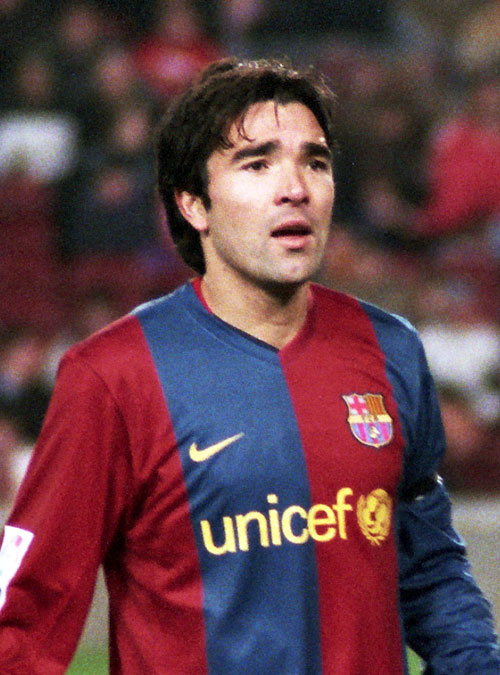
Deco atuando pelo Barcelona em dezembro de 2006

O bom futebol apresentado fez com que o luso-brasileiro recebesse numerosas e milionárias ofertas de clubes ingleses como Portsmouth e Chelsea. No entanto, Deco aceitou a oferta feita pelo Barcelona, inferior economicamente, mas que era melhor pelo projeto esportivo, e porque disse que sempre teve simpatia pelo clube e pela cidade. Foi então feita a troca de Ricardo Quaresma (naquela temporada jogador do Barcelona) por Deco, mais 15 milhões de euros pagos pelos espanhóis aos portugueses.
Logo Deco conquistou a titularidade na que é considerada uma das melhores equipes do mundo e ganhou o status de estrela, juntamente com o brasileiro Ronaldinho Gaúcho e o camaronês Samuel Eto'o.
Em 2006, ajudou o Barcelona a conquistar a Liga dos Campeões da UEFA, chegando assim a Copa do Mundo de Clubes da FIFA. Teve uma ótima atuação no primeiro jogo, marcando um gol e levando a sua equipe à final contra o Internacional. Também jogou muito bem neste jogo, mas não pode segurar a derrota para o Inter. Como prêmio pelas duas ótimas atuações Deco foi premiado Melhor Jogador do Campeonato com a Bola de Ouro. A Bola de Prata (2° melhor jogador) foi para Iarley, e a Bola de Bronze (3° melhor jogador) foi para seu companheiro de equipe Ronaldinho Gaúcho, que no dia seguinte ficou em terceiro na atribuição do prêmio da FIFA Ballon d'Or.
No final da temporada 2007–08, e em consequência do seu decréscimo de rendimento esportivo, Deco não teve seu contrato renovado pelo Barcelona, muito também por culpa dos torcedores blaugranas que exigiram a saída do luso-brasileiro.

### Chelsea
Após a Euro 2008, o Chelsea anunciou a contratação do meio-campista no dia 30 de junho. O clube inglês pagou 10 milhões de euros pelo jogador, que assinou um contrato válido por dois anos.
Marcou seu primeiro gol pelos Blues logo na sua estreia, no dia 17 de agosto, na goleada por 4–0 contra o Portsmouth.
Depois de um bom início de temporada em Stamford Bridge, foi perdendo espaço na equipe e falou-se muito na sua saída, principalmente para o Brasil; o próprio jogador pareceu sempre tentado em regressar à terra natal quando se viu perdendo espaço nos Blues. Após a Copa do Mundo FIFA de 2010 ele foi liberado pelo Chelsea, transferindo-se para o Fluminense.

### Fluminense

#### 2010

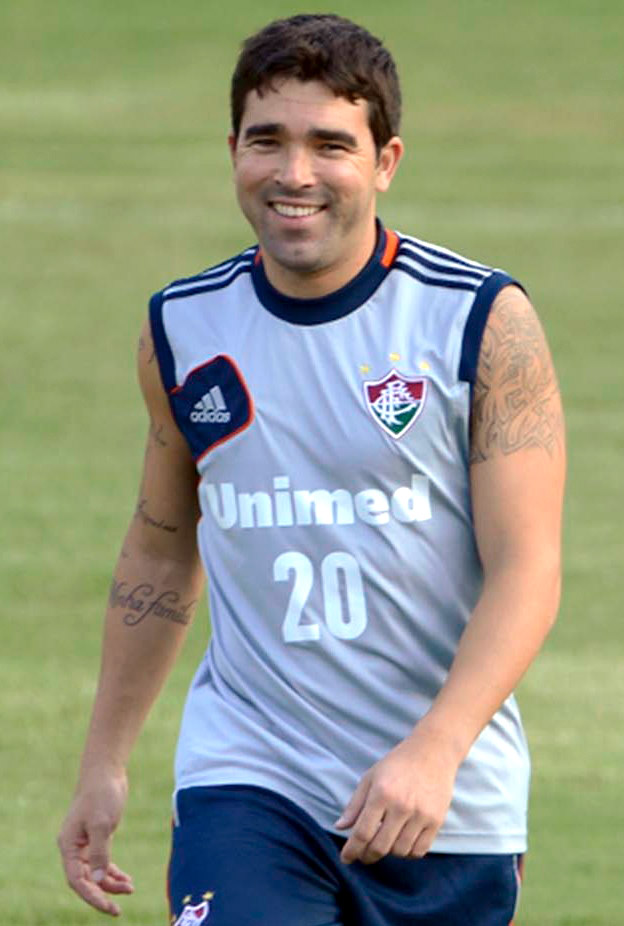
Deco com o Fluminense em 2013

No dia 7 de agosto de 2010, após uma longa negociação, Deco conseguiu ser liberado por seu clube para, enfim, ser anunciado pelo Fluminense. O jogador foi apresentado no dia 9 de agosto e recebeu a tradicional camisa 20.
Sua estreia foi contra o Vasco da Gama, em partida válida pela 15ª rodada do Campeonato Brasileiro. O camisa 20 entrou aos 29 minutos do segundo tempo e teve uma boa atuação. Já o seu primeiro gol com a camisa tricolor aconteceu dois jogos depois, contra o São Paulo, no empate por 2–2 na 17ª rodada do Brasileirão. Durante o resto do ano, as lesões em série o atrapalharam a se firmar no time, que acabou terminando campeão da competição.

#### 2011
Em 2011 não conseguiu uma sequência de jogos no estadual devido a uma nova lesão, que também o tirou dos três primeiros jogos da Copa Libertadores da América. Mas na sua estreia na competição, saiu do banco e foi responsável direto pela vitória de virada do Tricolor por 3–2 contra o América do México, com uma assistência e um gol marcado aos 42 minutos do segundo tempo, o que manteve o time vivo na competição.
No segundo semestre, Deco conseguiu uma boa sequência de jogos no Fluminense durante o retorno do Brasileirão, sendo fundamental na boa campanha que garantiu uma arrancada ao 3º lugar na competição. Renovou o contrato por mais um ano e declarou amor ao clube, além de alcançar o Top 5 de melhores meias do Troféu Armando Nogueira, ganhando também o prestígio da torcida.

#### 2012
Deu cinco assistências nos dois jogos entre a 5º e 6º rodada em 16 de junho e 24 de junho, nos jogos contra o Atlético Goianiense e Portuguesa, os dois em vitórias por 4–1 fora e dentro de casa. Nesse ano Deco fez um gol no Brasileirão, na vitória por 4–1 sobre o Atlético Goianiense, fez três gols no Campeonato Carioca contra o Vasco, Boavista e Macaé, e um gol na Copa Libertadores da América contra o Boca Juniors, na vitória por 2–1.
No dia 30 de setembro, após uma cobrança de escanteio, Deco lançou a bola para Fred, com um toque de bico e Fred mandou de voleio e a bola entrou, marcando o gol da vitória tricolor por 1–0, naquele que foi o segundo Fla-Flu do ano. Recebeu uma homenagem do seu ex-clube o Barcelona em 16 de dezembro, na partida contra o Atlético de Madrid.

#### 2013
Envolveu-se, em maio, em um episódio referente a doping, pendente de julgamento definitivo. A defesa de Deco apostou na ficha limpa do veterano jogador, e no fato de os complexos vitamínicos utilizados pelo atleta poderem sofrer contaminação. As doses das substâncias hidroclorotiazida e carboxi-tamoxifeno encontradas teriam sido muito pequenas para trazer algum benefício ao atleta.
O Tribunal chegou a falar em "inocência" de Deco, porém destacou que, ao utilizar medicamentos manipulados, o jogador incorreu no risco de contaminação. Deco pegou uma suspensão de 30 dias, mas ficou livre para voltar a jogar. O jogador cumpriu os 30 dias no período de suspensão preventiva antes do julgamento. Assim, esteve apto a retornar junto ao Fluminense no recomeço do Brasileiro após o término da Copa das Confederações FIFA.
| “      | De maneira alguma vou discordar de uma comissão que respeito. Independentemente da decisão, vou respeitar. Mas concordar é diferente. Apesar de ser pena mínima, no meu ver poderia ser absolvição, pois não tinha responsabilidade nenhuma. Você acreditar que hoje no Brasil as coisas funcionam, ficamos sujeitos a este tipo de situação. No final das contas, queria a absolvição porque sei da minha inocência. Como eu tinha dito lá, o que era para ser tirar já me foi tirado. Queira ou não, a notícia do doping já saiu no mundo. Mas no fim de tudo, o tempo é suficiente para botar tudo no lugar. | ” |
| — Deco | |   |

### Aposentadoria
Encerrou sua carreira e anunciou sua aposentadoria no dia 26 de agosto de 2013. Aos 34 anos e com problemas físicos, Deco vinha atuando em menos da metade dos jogos do Fluminese. "Fisicamente poderia jogar, mas os meus músculos não suportam mais", declarou. O luso-brasileiro despediu-se do futebol num amistoso entre os combinados do Porto de 2004 e do Barcelona de 2006, times pelos quais teve destaque. A partida foi realizada no Estádio do Dragão, casa do Porto, no dia 25 de julho de 2014. Deco atuou pelas duas equipes e marcou um gol para cada. O jogo terminou 4–4.

## Seleção Nacional

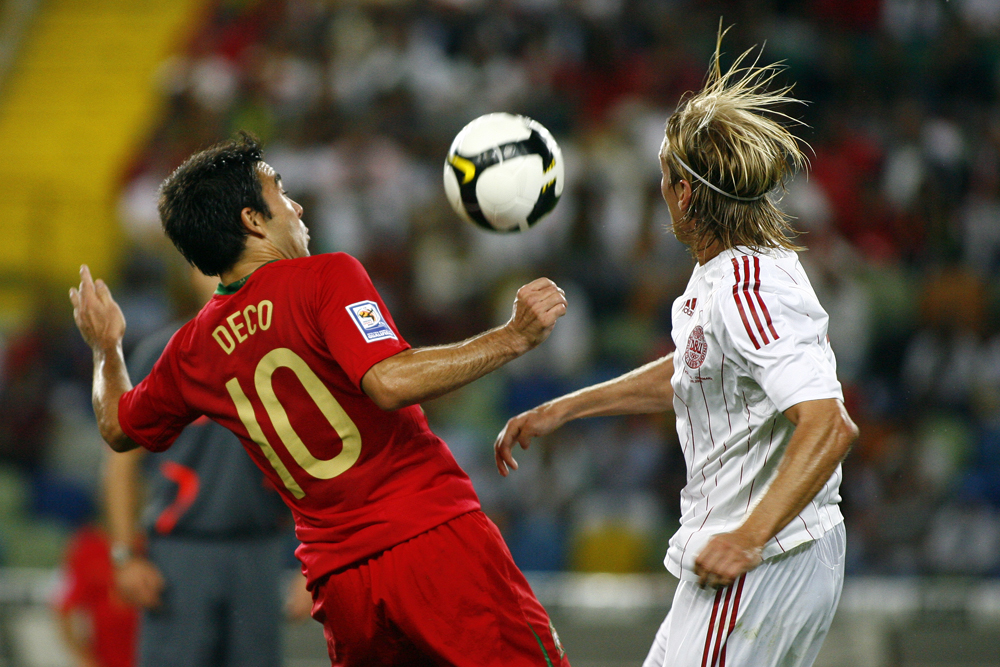
Deco atuando pela Seleção Portuguesa

Deco estava elegível para representar Portugal. Em 2002, depois de seis anos em Portugal ao serviço de vários clubes portugueses, obteve dupla cidadania. Ao fim de poucos meses, com discordância do público e até vários jogadores da Seleção e clubes, Deco acabaria por ser convocado pela primeira vez para representar a Seleção das Quinas, por coincidência, para um amistoso contra a Seleção Brasileira. O luso-brasileiro marcou o gol vitorioso através de um tiro livre, que deu a vitória a Portugal por 2–1. Foi então a primeira vitória portuguesa contra ao Brasil desde a Copa do Mundo FIFA de 1966. Desde então, Deco foi quase que titular absoluto na seleção, sendo-lhe atribuído o estatuto de playmaker. Apesar de sua convocação à Seleção ter sido muito criticada de início, Deco acabaria se tornando um dos destaques da Seleção Portuguesa.[carece de fontes?]

### Euro 2004
Deco foi incluído pelo compatriota Luiz Felipe Scolari na convocatória para representar Portugal na Euro 2004. Ajudou a equipe a alcançar a final de um campeonato europeu pela primeira vez na história, mas na final foram derrotados pela Grécia.
No dia 5 de julho de 2004, foi feito Oficial da Ordem do Infante D. Henrique.

### Copa do Mundo de 2006
Na Copa do Mundo FIFA de 2006, no dia 17 de junho, abriu o placar no segundo jogo do Grupo D, contra o Irã, na vitória por 2–0. O segundo gol foi marcado por Cristiano Ronaldo. Na fase de mata-mata, recebeu dois cartões amarelos e consequente o cartão vermelho, o que lhe impediu de jogar nas quartas de final contra a Inglaterra, jogo que Portugal venceu na disputa por pênaltis. Deco voltaria da suspensão na semifinal contra a França, onde Portugal acabou perdendo de 1–0, com um gol de Zinédine Zidane.

### Euro 2008
No dia 11 de junho de 2008, marcou o primeiro gol da Seleção Portuguesa contra a República Tcheca, num jogo em que a Portugal venceu por 3–1. Deco participou em todos os quatro jogos, incluindo a derrota para a Alemanha nas quartas de final.

### Copa do Mundo de 2010
No seu segundo mundial, a Copa do Mundo FIFA de 2010, disputou apenas a primeira partida contra a Costa do Marfim, onde se lesionou ficando impedido de jogar os dois jogos restantes, contra Coreia do Norte e Brasil. Nas oitavas de final, contra a Espanha, Deco anunciou que estava recuperado e disposto a integrar novamente a Seleção, mas o técnico Carlos Queiroz preferiu manter Tiago em vez do veterano. Deco não saiu do banco de reservas no jogo em que a Seleção Portuguesa acabou eliminada por 1–0.
Aposentou-se da Seleção logo após a Copa do Mundo realizada na África do Sul. No total, o meia marcou cinco gols em 75 partidas disputadas.

## Vida pessoal
Quando começou sua carreira na Europa em 1997, sua primeira mulher, Scylla, que ele conheceu três anos antes, mudou-se para Portugal com ele. Juntos tiveram dois filhos: João Gabriel e Pedro Henrique, que agora vivem no Brasil com sua mãe. Alguns anos mais tarde, Deco encontrou Jaciara em uma festa em Salvador e se divorciou de Scylla para viver com Jaciara na cidade do Porto. Eles se casaram em abril de 2005 e tiveram dois filhos: David e Yasmin. No entanto, anunciaram o divórcio três anos depois, em março de 2008. No dia 6 de julho de 2009, Deco casou-se com Ana Paula Schiavetti, com quem teve uma filha chamada Sofia.
Deco é cunhado de Alecsandro e de Richarlyson, ambos também futebolistas. O ex-meia fundou o instituto "DECO 20", perto de São Paulo, onde ele cresceu. Acertou um patrocínio com a Nike no dia 3 de fevereiro de 2013. Cinco anos depois, em setembro de 2018, foi pai pela sexta vez. A pequena Olívia é a segunda filha fruto do casamento com Ana Paula Schiavetti.
Além do cargo como diretor esportivo no Barcelona, Deco também trabalha como empresário no ramo desportivo, gerenciando a carreira de jogadores. Em março de 2022 tornou-se sócio proprietário do CSP, de João Pessoa, na Paraíba, onde adquiriu 60% da SAF (Sociedade Anônima de Futebol) do clube.

## Acusação de doping
No dia 27 de maio de 2014, o ex-jogador do Fluminense foi absolvido pelo Tribunal Arbitral do Esporte (TAS) após ter sido acusado de doping e suspenso pelo STJD em setembro de 2013. O tribunal internacional divulgou sua decisão. Em comunicado, o TAS informou que absolveu o ex-meia da seleção portuguesa após nenhuma substância proibida ter sido encontrada em um novo teste, realizado em março daquele ano em um laboratório em Lausanne, onde fica a sede do tribunal.

## Estatísticas

### Clubes
| Clube             | Temporada         | Liga  | Liga | Copa  | Copa | Competições da UEFA/Conmebol | Competições da UEFA/Conmebol | Outros | Outros | Total | Total |
| Clube             | Temporada         | Jogos | Gols | Jogos | Gols | Jogos                        | Gols                         | Jogos  | Gols   | Jogos | Gols  |
| ----------------- | ----------------- | ----- | ---- | ----- | ---- | ---------------------------- | ---------------------------- | ------ | ------ | ----- | ----- |
| Corinthians       | 1996              | 2     | 0    |       |      | –                            | –                            | –      | –      | 2     | 0     |
| Corinthians       | Total             | 2     | 0    | ?     | ?    | –                            | –                            | –      | –      | 2     | 0     |
| Alverca           | 1997–98           | 32    | 13   |       |      | –                            | –                            | –      | –      | 32    | 13    |
| Alverca           | Total             | 32    | 13   | ?     | ?    | –                            | –                            | –      | –      | 32    | 13    |
| Salgueiros        | 1998–99           | 12    | 2    | 0     | 0    | –                            | –                            | –      | –      | 12    | 2     |
| Salgueiros        | Total             | 12    | 2    | 0     | 0    | –                            | –                            | –      | –      | 12    | 2     |
| Porto             | 1998–99           | 12    | 0    | 0     | 0    | 0                            | 0                            | –      | –      | 12    | 0     |
| Porto             | 1999–00           | 23    | 1    | 2     | 1    | 11                           | 3                            | –      | –      | 36    | 5     |
| Porto             | 2000–01           | 31    | 6    | 0     | 0    | 9                            | 0                            | –      | –      | 40    | 6     |
| Porto             | 2001–02           | 30    | 13   | 2     | 0    | 15                           | 6                            | 1      | 0      | 48    | 19    |
| Porto             | 2002–03           | 30    | 10   | 3     | 1    | 12                           | 1                            | –      | –      | 45    | 12    |
| Porto             | 2003–04           | 28    | 2    | 3     | 0    | 13                           | 2                            | 1      | 0      | 45    | 4     |
| Porto             | Total             | 154   | 32   | 10    | 2    | 60                           | 12                           | 2      | 0      | 226   | 46    |
| Barcelona         | 2004–05           | 35    | 8    | 0     | 0    | 7                            | 2                            | –      | –      | 42    | 10    |
| Barcelona         | 2005–06           | 29    | 3    | 1     | 0    | 11                           | 2                            | 2      | 0      | 43    | 5     |
| Barcelona         | 2006–07           | 31    | 1    | 3     | 0    | 11                           | 3                            | 2      | 2      | 47    | 6     |
| Barcelona         | 2007–08           | 18    | 1    | 5     | 0    | 6                            | 0                            | –      | –      | 29    | 1     |
| Barcelona         | Total             | 113   | 13   | 9     | 0    | 35                           | 7                            | 4      | 2      | 161   | 22    |
| Chelsea           | 2008–09           | 24    | 3    | 2     | 0    | 4                            | 0                            | –      | –      | 30    | 3     |
| Chelsea           | 2009–10           | 18    | 2    | 4     | 1    | 4                            | 0                            | 1      | 0      | 27    | 3     |
| Chelsea           | Total             | 42    | 5    | 6     | 1    | 8                            | 0                            | 1      | 0      | 57    | 6     |
| Fluminense        | 2010              | 16    | 1    | 0     | 0    | –                            | –                            | –      | –      | 16    | 1     |
| Fluminense        | 2011              | 18    | 0    | –     | –    | 2                            | 1                            | 5      | 0      | 25    | 1     |
| Fluminense        | 2012              | 17    | 1    | –     | –    | 8                            | 1                            | 11     | 3      | 36    | 5     |
| Fluminense        | 2013              | 5     | 0    | 1     | 0    | 3                            | 0                            | 5      | 0      | 14    | 0     |
| Fluminense        | Total             | 56    | 2    | 1     | 0    | 13                           | 2                            | 21     | 3      | 91    | 7     |
| Total na carreira | Total na carreira | 411   | 67   | 26    | 3    | 116                          | 21                           | 28     | 5      | 581   | 96    |

### Gols pela Seleção Portuguesa
| #  | Data                   | Local                                   | Adversário | Placar | Resultado | Competição                                  |
| -- | ---------------------- | --------------------------------------- | ---------- | ------ | --------- | ------------------------------------------- |
| 1. | 29 de março de 2003    | Estádio das Antas, Porto, Portugal      | Brasil     | 2–1    | 2–1       | Amistoso                                    |
| 2. | 13 de outubro de 2004  | Estádio José Alvalade, Lisboa, Portugal | Rússia     | 4–0    | 7–1       | Eliminatórias da Copa do Mundo FIFA de 2006 |
| 3. | 17 de junho de 2006    | Commerzbank-Arena, Frankfurt, Alemanha  | Irã        | 1–0    | 2–0       | Copa do Mundo FIFA de 2006 - Grupo D        |
| 4. | 11 de junho de 2008    | Stade de Genève, Genebra, Suíça         | Chéquia    | 1–0    | 3–1       | UEFA Euro 2008                              |
| 5. | 10 de setembro de 2008 | Estádio José Alvalade, Lisboa, Portugal | Dinamarca  | 2–1    | 2–3       | Eliminatórias da Copa do Mundo FIFA de 2010 |

## Títulos
CSA
- Campeonato Alagoano: 1997

Porto
- Primeira Liga: 1998–99, 2002–03 e 2003–04
- Supertaça Cândido de Oliveira: 1999, 2001 e 2003
- Taça de Portugal: 1999–00, 2000–01 e 2002–03
- Copa da UEFA: 2002–03
- Liga dos Campeões da UEFA: 2003–04

Barcelona
- La Liga: 2004–05 e 2005–06
- Supercopa da Espanha: 2005 e 2006[59]
- Liga dos Campeões da UEFA: 2005–06

Chelsea
- Copa da Inglaterra: 2008–09 e 2009–10
- Supercopa da Inglaterra: 2009
- Premier League: 2009–10

Fluminense
- Campeonato Brasileiro: 2010 e 2012
- Taça Guanabara: 2012
- Campeonato Carioca: 2012

### Prêmios individuais
Ballon d'Or
- 2º lugar: 2004[60]
- 11º lugar: 2006

FIFA
- 13º melhor jogador do mundo: 2003
- 7º jogador do mundo: 2004
- 15º melhor jogador do mundo: 2005
- 15º melhor jogador do mundo: 2006
- Bola de Ouro da Copa do Mundo de Clubes da FIFA: 2006
- Melhor jogador da Final da Copa do Mundo de Clubes da FIFA de 2006
- 20º melhor jogador do mundo: 2007
- 23º melhor jogador do mundo: 2008

UEFA
- Melhor jogador da Europa: 2003–04
- Melhor jogador da Liga dos Campeões da UEFA: 2003–04
- Melhor jogador da Final da Liga dos Campeões da UEFA de 2003–04
- Melhor meio-campista da Europa: 2003–04 e 2005–06
- ESM - Seleção da Europa: 2004–05

Campeonatos nacionais e estaduais
- Melhor jogador da Primeira Liga: 2003–04
- Melhor jogador da Premier League: agosto de 2008
- Melhor meio-campo do Campeonato Carioca: 2012
- Melhor jogador do Campeonato Carioca: 2012